# 도쿠가와 이에나리
도쿠가와 이에나리(徳川 家斉, 1773년 11월 18일 ~ 1841년 3월 22일)는 일본 에도 막부의 제11대 쇼군이다.
고산쿄에 속하는 히토쓰바시 도쿠가와가 제2대 당주 도쿠가와 하루사다의 장자이며, 어머니는 그의 측실인 오토미노가타(お富の方)이다. 아명은 도요치요(豊千代). 제8대 쇼군 도쿠가와 요시무네의 증손으로 도쿠가와 이에하루의 양자가 되어 쇼군직을 계승했다. 정실인 고노에 다다코(고노에 쓰네히로의 양녀, 친부는 시마즈 시게히데)와 다수의 측실 사이에서 55명이 넘는 자식을 두었다.

## 일생

### 유년기 및 쇼군 취임
안에이 8년(1779년) 제10대 쇼군 도쿠가와 이에하루의 아들이 갑자기 죽자 덴메이 1년(1781년) 쇼군의 양자가 되어 이에나리로 개명하였다. 덴메이 7년(1787년) 15세의 나이로 제11대 쇼군으로 취임하였다. 당시의 권신이었던 다누마 오키쓰구를 파면하고 시라카와번의 명군으로 불렸던 마쓰다이라 사다노부를 고산케의 추천을 받아 로주 상석으로 임명했다.

### 간세이 개혁
마쓰다이라 사다노부가 주도한 간세이 개혁은 막부 재정의 재건을 도모하기 위한 적극적인 정책이었지만, 지나친 엄격함으로 인해 막부내에서도 이에 대한 비판이 일어나기 시작, 존호사건을 계기로 쇼군과 사다노부와의 대립이 심해지면서 결국 간세이 5년(1793년)7월 사다노부를 파면하게 된다.

### 중진 시대
마쓰다이라 사다노부의 실각 이후 마쓰다이라 노부아키라를 노중수좌에 임명하였지만, 분카 14년(1817년) 노중수좌 미즈노 다다아키라가 뇌물 수수를 묵인하고, 쇼군 역시 사치로운 생활을 자제하지 못한 관계로 막부 재정의 파탄 및 정치 기강의 해이가 일어나게 되었다. 다다아키라는 재정 재건을 위해 신화폐 발행, 8회에 이르는 통화 증가를 실행했지만 오히려 물가 상승 등의 부작용을 일으키게 되었다. 1834년 다다아키라가 사망하자 미즈노 다다쿠니가 노중수좌을 계승하였지만, 실권은 이에나리의 측근들이 장악하였다. 정치적인 부패가 심해지자, 각 지방에서는 막부에 대한 불만이 생겨나게 되고 1837년 2월 오사카에서 일어난 오시오 헤이하치로의 난을 시작으로 반란이 잇달아 일어나 점점 막부 체제가 붕괴되는 조짐을 보이게 된다. 또한 모리슨호 사건 등이 일어나 해안 방비에 대한 불안도 역시 높아졌던 시기이기도 했다.

### 만년 및 최후
덴포 8년 (1837년) 4월에 아들 도쿠가와 이에요시에게 쇼군직을 양보하였지만, 정치적 실권은 그대로 쥐고 있었다. 만년에는 로주 마나베 아키카쓰, 홋타 마사요시, 다누마 오키마사 등을 중용하였다. 덴포 12년(1841년) 1월 7일에 향년 69세로 사망했다.
이와 같이 온갖 영화를 누린 삶이었지만, 그가 숨을 거두었을때는 누구 하나 알아챈 사람이 없어 주치의인 요시다 세이보치가 그 책임을 지고 처벌을 받았다고 한다.

## 가족 관계
- 정실 : 고노에 다다코(近衛寔子, 1773~1844)
  - 5남 : 도쿠가와 아쓰노스케(徳川敦之助, 1796~1799)
- 측실 : 오만노가타(お万の方, ?~1835)
  - 장녀 : 히데히메(淑姫, 1789~1817)
  - 차녀 : 瓊岸院(1790~1790)
  - 장남 : 다케치요(竹千代, 1792~1793)
  - 3녀 아야히메(綾姫, 1796~1798)
- 측실 : 오라쿠노가타(お楽の方, ?~1810)
  - 차남 : 제 12대 쇼군 도쿠가와 이에요시(徳川家慶, 1793~1853)
- 측실 : 오우메노가타(お梅の方, ?~1794)
  - 3남 : 端正院(1794~1794)
- 측실 : 오우타노가타(お歌の方, ?~1851)
  - 4남 : 게이노스케(敬之助, 1795~1797)
  - 6남 : 도사부로(豊三郎, 1798~1798)
  - 6녀 : 五百姫(1799~1800)
  - 9녀 : 舒姫(1802~1803)
- 측실 : 오시가노가타(お志賀の方 ?~1813)
  - 4녀 : 総姫(1796~1797)
- 측실 : 오리오노가타(お里尾の方, ?~1800)
  - 5녀 : 格姫(1798~1799)
- 측실 : 오토세노가타(お登勢の方, ?~1832)
  - 7녀 : 미네히메(峰姫, 1800~1853)
  - 7남 : 도쿠가와 나리유키(徳川斉順, 1801~1846)
  - 10녀 : 寿姫(1803~1804)
  - 12녀 : 晴姫(1805~1807)
- 측실 : 오초노가타(お蝶の方 ?~1852)
  - 8녀 : 亨姫(1801~1802)
  - 8남 : 도키노스케(時之助, 1803~1805)
  - 9남 : 도라치요(虎千代, 1806~1810)
  - 10남 : 友松(1809~1813)
  - 12남 : 도쿠가와 나리타카(徳川斉荘, 1810~1845)
  - 19녀 : 가즈히메(和姫, 1813~1830)
  - 16남 : 규고로(久五郎, 1815~1817)
- 측실 : 오미오노가타(お美尾の方, ?~1808)
  - 11녀 : 아사히메(浅姫, 1803~1843)
- 측실 : 오야치노가타(お屋知の方, ?~1810)
  - 13녀 : 高姫(1806~1806)
  - 15녀 : 元姫(1808~1821)
- 측실 : 오소데노가타(お袖の方, ?~1830)
  - 14녀 : 岸姫(1807~1811)
  - 16녀 : 文姫(1809~1837)
  - 17녀 : 艶姫(1811~1811)
  - 20녀 : 孝姫(1813~1814)
  - 18남 : 陽七郎(1818~1821)
  - 21남 : 도쿠가와 나리카쓰(徳川斉彊 1820~1849)
  - 24남 : 富八郎(1822~1823)
- 측실 : 오야에노가타(お八重の方, ?~1843)
  - 11남 : 도쿠가와 나리노리(徳川斉明, 1810~1827)
  - 18녀 : 盛姫(1811~1846)
  - 13남 : 이케다 나리히로(池田斉衆, 1812~1826)
  - 15남 : 마쓰다이라 나리타미(松平斉民, 1814~1891)
  - 17남 : 信之進(1817~1817)
  - 25녀 : 기요히메(喜代姫, 1818~1868)
  - 20남 : 마쓰다이라 나리요시(松平斉良, 1819~1839)
  - 23남 : 하치스카 나리히로(蜂須賀斉裕, 1821~1868)
- 측실 : 오미요노가타(お美代の方, ?~1872)
  - 21녀 : 야스히메(溶姫 1813~1868)
  - 23녀 : 나카히메(仲姫 1815~1817)
  - 24녀 : 스에히메(末姫 1817~1872)
- 측실 : 오야오노가타(お八百の方, ?~1813)
  - 14남 : 奥五郎(1813~1814)
- 측실 : 오이토노가타(お以登の方, ?~1850)
  - 22녀 : 고토히메(琴姫, 1815~1816)
  - 26녀 : 에이히메(永姫, 1819~1875)
  - 22남 : 마쓰다이라 나리사와(松平斉善, 1820~1838)
  - 25남 : 마쓰다이라 나리사다(松平斉省, 1823~1841)
  - 26남 : 마쓰다이라 나리코토(松平斉宣, 1825~1844)
- 측실 : 오루리노가타(お瑠璃の方)
  - 19남 : 도쿠가와 나리하루(徳川斉温 1819~1839)
  - 27녀 : 야스히메(泰姫, 1827~1843)

## 도쿠가와 이에나리가 등장한 작품
- 2016년 후지TV 드라마 《오오쿠~최강의여자~》,《오오쿠~비극의자매~》 배우:나리미야 히로키

## 같이 보기
- 마쓰다이라 사다노부 (1759년)